# Slag van de Wilgen
De Slag van de Wilgen was een veldslag tussen de Romeinen en de Goten in het jaar 377.
Nadat de Goten de vlakte van Thracië aan plunderingen hadden onderworpen besloot keizer Valens te trachten het Romeinse gezag in deze streken te herstellen. Om voldoende stootkracht te verkrijgen, stuurde hij een van zijn naaste raadgevers, generaal Victor naar het Perzische hof met een vredesvoorstel. Deze diplomatieke zet stelde hem in staat de generaals Trajanus en Profuturus met een aantal van hun troepen terug te trekken uit Armenië en naar Thracië over te brengen. Een wat kleinere strijdmacht onder Richomeres voegde zich vanuit het westen bij hen.
De Goten onder Fritigern trokken zich terug over het Haemus-gebergte. De Romeinse troepen achtervolgden hen en het kwam in de nazomer tot een treffen bij een plaats die bekendstaat als Ad Salices ('bij de wilgen'). Wat er precies in de slag gebeurde is niet erg goed bekend omdat de enige bron (Ammianus) weinig nuttigs erover vertelt. Wel is duidelijk dat beide zijden behoorlijke verliezen leden en de slag kan het best beschreven worden als erg bloedig maar onbeslist.
Daarmee wonnen de Romeinen echter wel een belangrijk respijt, dat zij benutten om de passen van de Haemus (Balkan) te versterken en zo de strategische stad Marcianopel te beveiligen.
Oorlogen van de Romeinse Republiek
· Romeins-Etruskische Oorlogen
· Romeins-Aequische Oorlogen
· Latijnse Oorlog
· Romeins-Hernicische Oorlogen
· Romeins-Volscische Oorlogen
· Samnitische oorlogen (Eerste, Tweede, Derde)
· Pyrrhische Oorlog
· Punische oorlogen (Eerste, Tweede, Derde)
· Illyrische Oorlogen (Eerste, Tweede, Derde)
· Macedonische Oorlogen (Eerste, Tweede, Derde, Vierde)
· Romeins-Seleucidische Oorlog
· Aetolische Oorlog
· Galatische Oorlog
· Romeinse Verovering van Hispania (Eerste Celtiberische Oorlog, Lusitanische Oorlog, Numantische Oorlog, Sertorische Oorlog, Cantabrische Oorlogen)
· Achaeïsche Oorlog
· Oorlog tegen Jugurtha
· Cimbrische Oorlog
· Servilische Oorlogen (Eerste, Tweede, Derde)
· Bondgenotenoorlog
· Sulla's Burgeroorlogen (Eerste, Tweede)
· Mithridatische oorlogen (Eerste, Tweede, Derde)
· Gallische Oorlog
· Romeinse expedities naar Britannia
· Burgeroorlog tussen Pompeius en Caesar
· Einde van de Republiek (Slag bij Mutina, Burgeroorlog tegen Brutus en Cassius, Siciliaanse Opstand, Perusiaanse Oorlog, Burgeroorlog tussen Antonius en Octavianus)
Oorlogen van het Romeinse Keizerrijk
· Germaanse Oorlogen (Teutoburgerwoud, Marcomannenoorlog, Alemannische Oorlogen, Gotische Oorlog, Visigotische Oorlogen)
· Romeinse verovering van Britannia
· Boudicca
· Armenische Oorlog
· Vierkeizerjaar
· Joodse Oorlog
· Romeins-Parthische Oorlog
· Romeins-Perzische oorlogen
· Burgeroorlogen van de derde eeuw
. Gotische oorlog (376-382)
. Gotische opstand van Alarik I
. Gildonische opstand
. Gotische oorlog (402-403)
. Pictische oorlog van Stilicho
. Oorlog van Heraclianus
. Oorlog van Radegaisus
. Rijnoversteek
. Romeinse Burgeroorlog 427-429
· Val van het West-Romeinse Rijk